# Thomas Charles Hope
Thomas Charles Hope (Edimburgo, 21 luglio 1766 – Edimburgo, 13 giugno 1844) è stato un chimico e medico scozzese.
Contribuì a dimostrare l'esistenza dello stronzio. Determinò che l'acqua raggiunge la sua massima densità a 4 ºC.

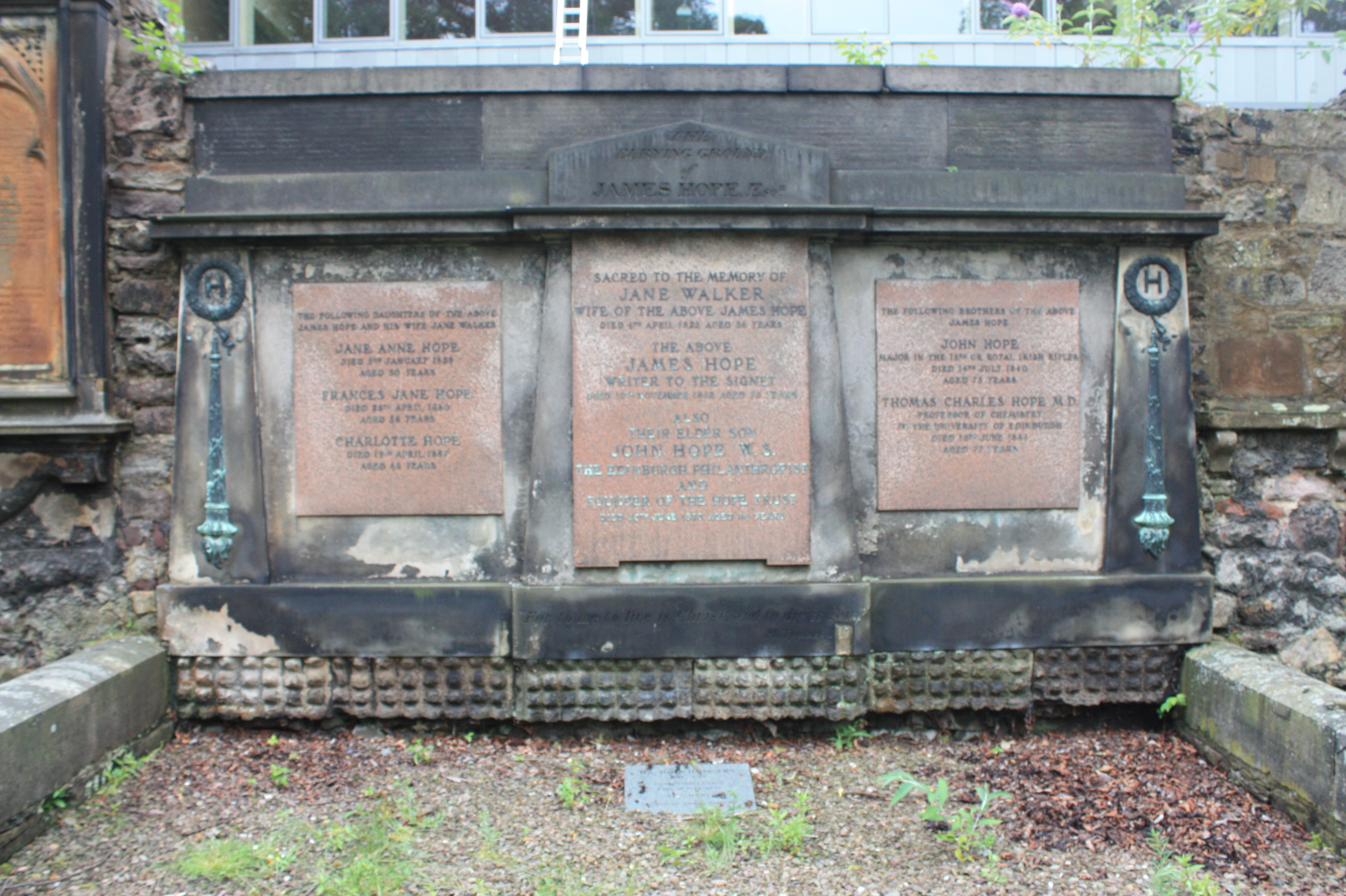
Tomba di Hope, cimitero di Greyfriars Kirkyard, Edimburgo

## Vita[1][2]
Nacque a Edimburgo, terzo figlio di Juliana Stevenson e del botanico e chirurgo John Hope. Dopo aver completato la sua formazione presso la High School di Edimburgo, a 13 anni entrò all'Università di Glasgow dove come professore ebbe anche Joseph Black.  Nel 1787 conseguì il titolo di dottore in medicina,  e poco dopo iniziò a tenere lezioni di chimica. Venuto a conoscenza delle nuove teorie chimiche di Lavoisier vi si convertì, e nel 1788 durante un soggiorno a Parigi conobbe Lavoisier e Berthollet. Nel 1789 diventò assistente di medicina e continuò a insegnare sia chimica che medicina. Nel 1791 fu nominato professore di medicina e abbandonò momentaneamente l'insegnamento della chimica, continuando però a svolgere privatamente ricerche chimiche. Nel 1795 fu chiamato da Joseph Black come assistente al dipartimento di chimica dell'Università di Edimburgo. Nel 1797 Black smise di fare lezione e da quel momento Hope continuò a insegnare chimica fino al 1843, quando si ritirò improvvisamente per problemi di salute. Hope non si sposò mai.

## Contributi scientifici[1][2]
Hope con le sue ricerche sulla stronzianite contribuì assieme a Adair Crawford, Martin Heinrich Klaproth e Richard Kirwan a dimostrare l'esistenza di un nuovo elemento, lo stronzio, che fu poi isolato da Humphry Davy. 

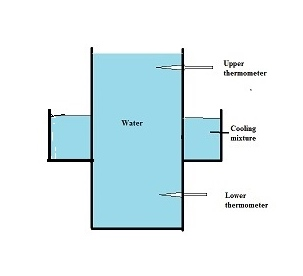
Apparecchio di Hope

Hope è famoso anche per aver determinato che l'acqua raggiunge il suo massimo di densità a +4 ºC tramite uno strumento di sua invenzione, noto come apparecchio di Hope. L'apparecchio consiste di un recipiente cilindrico verticale contenente acqua, circondato nella parte centrale da un canale circolare riempito con ghiaccio. Due termometri misurano la temperatura dell'acqua, uno sopra e uno sotto il canale circolare. Quando l'acqua del recipiente centrale raffreddandosi si avvicina a +4 ºC diventa più densa e scende verso il fondo del recipiente, spostando l'acqua più calda. Il termometro inferiore finisce col raggiungere una temperatura costante di +4 ºC. Continuando il raffreddamento l'acqua diventa meno densa e sale nella parte superiore del recipiente, dove il termometro finisce col raggiungere la temperatura costante di 0 ºC.
Hope fu il primo professore universitario britannico ad abbandonare la teoria del flogisto in favore delle nuove teorie sulla combustione di Lavoisier. Fu un formidabile didatta: le sue lezioni erano particolarmente brillanti e affollate; arrivò ad avere corsi con più di 500 uditori. Durante la sua carriera insegnò chimica ad oltre 15 000 studenti.

## Riconoscimenti e incarichi[1][2]
- 1786 Membro della Royal Society di Edimburgo
- 1796 Membro del Royal College of Physicians di Edimburgo
- 1810 Membro della Royal Society
- 1815-1819 Presidente del Royal College of Physicians di Edimburgo
- 1820 Membro onorario della Royal Irish Academy
- 1823-1844 Vicepresidente della Royal Society di Edimburgo
- 1841 Membro fondatore della Chemical Society of London)